# فيتامين دي
فيتامين د (بالإنجليزية: Vitamin D) أو كالسيفرول (بالإنجليزية: Calciferol)، هو مجموعةٌ من السيكوستيرويدات القابلة للذوبان في الدهون، وهي مسؤولةٌ عن زيادة امتصاص الأمعاء للكالسيوم، المغنيسيوم والفوسفات والعديد من التأثيرات البيولوجية الأخرى. في البشر، أهم المركبات في هذه المجموعة هي فيتامين د3 (كوليكالسيفيرول) وفيتامين د2 (إركوكالسيفرول).
على عكس الفيتامينات الاثني عشر الأخرى، فإن فيتامين د ضروري بشروط فقط، لأنه مع تعرض الجلد بشكل كاف لمكون الأشعة فوق البنفسجية (UVB) من ضوء الشمس، يحدث تخليق الكوليكالسيفيرول في الطبقات السفلى من بشرة الجلد. بالنسبة لمعظم الناس، يساهم تخليق الجلد أكثر من مصادر النظام العذائي. يمكن أيضا الحصول على فيتامين د من خلال النظام الغذائي، تحصين الأغذية، والمكملات الغذائية. في الولايات المتحدة ودول أخرى، يتم تحصين حليب البقر وبدائل الحليب المشتق من النباتات بفيتامين د، وكذلك العديد من حبوب الإفطار. تفترض التوصيات الغذائية الحكومية عادة أن كل فيتامين د للشخص يؤخذ عن طريق الفم، بالنظر إلى احتمال عدم كفاية التعرض لأشعة الشمس بسبب الحياة الحضرية، الخيارات الثقافية لكمية الملابس التي يتم ارتداؤها عند الخروج، واستخدام واقي الشمس بسبب المخاوف بشأن المستويات الآمنة للتعرض لأشعة الشمس، بما في ذلك خطر الإصابة بسرطان الجلد.
فيتامين د من النظام الغذائي، أو من تخليق الجلد، غير نشط بيولوجيا. يتم تنشيطه عن طريق خطوتين لهيدروكسيل إنزيم البروتين، الأولى في الكبد والثانية في الكلى. يرتبط الكالستريول بمستقبلات فيتامين د، وهي مستقبلات نووية موجودة في الأنسجة المختلفة في جميع أنحاء الجسم. نظرا لأن فيتامين د يمكن تصنيعه بكميات كافية من قبل معظم الثدييات في حالة التعرض لأشعة الشمس الكافية، فإنه ليس عنصرا غذائيا أساسيا بشكل مشروط، لذلك من الناحية التقنية يمكن اعتباره هرمونا.
يرجع اكتشاف الفيتامين في عام 1922 إلى جهد لتحديد النقص الغذائي لدى الأطفال المصابين بالكساح. حصل أدولف وينداوس على جائزة نوبل في الكيمياء في عام 1928 لعمله على تكوين الستيرول وعلاقتها بالفيتامينات. في الوقت الحاضر، تهدف برامج التحصين الغذائي الحكومية في بعض البلدان والتوصيات لاستهلاك مكملات فيتامين د إلى الوقاية من الكساح، نقص فيتامين د، ولين العظام أو علاجه. هناك العديد من الحالات الصحية الأخرى المرتبطة بنقص فيتامين د. ومع ذلك، فإن الأدلة على الفوائد الصحية لمكملات فيتامين د في الأفراد الذين لديهم بالفعل ما يكفي من فيتامين د غير مثبتة.

## تاريخه
- عام 1913 اكتشف الباحثان الأمريكيان إلمر ماكولوم وديفيس مارغريت مادة في زيت كبد سمك القد سميت في ما بعد بـ«فيتامين أ». وقد لاحظ الطبيب البريطاني إدوارد ميلانبي أن الكلاب التي تم تغذيتها بزيت كبد القد لم يتطور الكساح لديها وأستخلص من ذلك إلى أن (فيتامين أ) أو عامل مرتبط يساعد في الوقاية من المرض.
- في عام 1921، أجرى إلمر ماكولوم اختبارا لزيت كبد القد ولكن معدل حيث أزال منه (فيتامين أ). وقد عالج الزيت المعدل الكلاب المريضة، وأستنتج ماكولوم أن عامل في زيت كبد سمك القد مختلف عن (فيتامين أ) هو المسؤول عن الشفاء من الكساح، وقد سماه بـ فيتامين (د) لأنه كان الفيتامين الرابع الذي أطلق عليه اسماً.[16][17][18] ولم يكن معروفا أنه يختلف عن الفيتامينات الأخرى حيث يمكن تصنيعه في جسم الإنسان عن طريق التعرض للأشعة الفوق البنفسجية. وقد ثبت ذلك في عام 1923 عندما تم إشعاع المركب 7-ديهيدروكوليستيرول مع الضوء، ونتج عنه شكل من أشكال الفيتامينات التي تذوب في الدهون (تعرف الآن باسم د3). وبين ألفريد فابيان هيس أن «الضوء يساوي فيتامين د».[19]
- في عام 1928 نال أدولف فينداوس من جامعة غوتنغن في ألمانيا على جائزة نوبل في الكيمياء نظراً لأبحاثه في علاقة الستيرولات بالفيتامينات.[20]
- في عام 1929 عمل فريق من المعهد الوطني للبحوث الطبية في هامبستيد، لندن على التركيبة الهيكلية لفيتامين (د)، الذي كان وقتها لا يزال مجهولا، وكذلك تركيبة الستيرويدات. عقد اجتماع بين كل من جون هالدين، جون ديزموند برنال ودوروثي هودجكن لمناقشة التركيب الهيكلي المحتمل لجزيئات ستيرول، وقد بينت مبحث تصوير البلورات بالأشعة السينية أن جزيئات الستيرول كانت مسطحة، ليست كما اقترحه أدولف فينداوس.
- في عام 1932 نشر كل من أوتو روزنهايم وهارولد كينج ورقة تطرح تركيبة الستيرول وحموض المرارة حيث وجدت قبول سريعا.[21] كان تفكك الأفكار بين أعضاء الفريق (بورديلون، روزنهايم، كينج وكينيث كالو [الإنجليزية]) مثمر للغاية وأدى إلى عزل ووصف الفيتامين د.[22] لم تكن سياسة مجلس البحوث الطبية البريطاني في هذا الوقت لبراءات الاكتشافات، بل كان يجب أن تكون نتائج البحوث الطبية مفتوحة للجميع. وفي الثلاثينات وضح «فينداوس» التركيب الكيميائي لفيتامين د بشكل أوضح.[23]
- في عام 1923، وضح عالم الكيمياء الحيوية الأمريكي هاري ستينبوك [الإنجليزية] في جامعة ويسكونسن-مادسون أن الأشعاع بواسطة الفوق بنفسجية أدى إلى زيادة محتوى فيتامين د للأطعمة والمواد العضوية الأخرى.[24] اكتشف ستينبوك بعد أن عرض أغذية فئران التجارب على هذه الاشعة، انها قد شفيت هذه الفئران من الكساح. وقد عرف أن نقص فيتامين D هو سبب الكساح، سجلت براءة اختراع ستينبوك باستخدام 300 دولار من ماله الخاص. وقد تم استخدام أسلوبه في تشعيع المواد الغذائية. بعد انتهاء براءة اختراعه في عام 1945، كان الكساح قد أثر على الجميع ولكن تم القضاء عليه في الولايات المتحدة.[25]

## استخدام المكملات الغذائية
المكملات الغذائية بفيتامين (د) هي طريقة موثوقة للوقاية من الكساح أو علاجه. من ناحية أخرى، فإن آثار مكملات فيتامين (د) على الصحة العامة غير الهيكلية غير مؤكدة. لم تجد المراجعة أي تأثير من المكملات على معدلات الأمراض غير الهيكلية، بخلاف الانخفاض المؤقت في معدل الوفيات لدى كبار السن. لا تغير مكملات فيتامين (د) نتائج احتشاء عضلة القلب، السكتة الدماغية، الأمراض الدماغية الوعائية، السرطان، كسور العظام، أو هشاشة العظام في الركبة.
يبين تقرير معهد الطب في الولايات المتحدة الأمريكية ما يلي: «النتائج المتعلقة بالسرطان، أمراض القلب، ارتفاع ضغط الدم، السكري، متلازمة الأيض، الأداء البدني، المناعة، اضطرابات المناعة الذاتية، الالتهابات، أداء الفيزيولوجيا العصبية، ومقدمات الارتعاج قد لا تكون مرتبطة بشكل صحيح مع تناول الكالسيوم أو فيتامين د وغالبا ما تكون متعارضة.»:5 يدعي بعض الباحثين أن معهد الطب كان حاسما جدا في توصياته وقد ارتكب أخطاء حسابية عند قياس مستوى فيتامين (د) في الدم المرتبط بصحة العظام. يؤكد أعضاء معهد الطب الدولي أنهم استخدموا "إجراء موحدا للتوصيات الغذائية" وأن التقرير يستند بقوة إلى البيانات.

### الوفيات
تم العثور مبدئيا على أن مكملات فيتامين د3 تؤدي إلى انخفاض خطر الوفاة لدى كبار السن، ولكن لم يعتبر التأثير واضحا، أو مؤكدا بما فيه الكفاية، لجعل تناول المكملات الغذائية موصى به. لا يبدو أن الأشكال الأخرى (فيتامين-د2، الفاكالسيدول، والكالسيتريول) لها أي آثار مفيدة فيما يتعلق بخطر الوفاة. يبدو أن ارتفاع مستويات الدم يرتبط بانخفاض خطر الوفاة، ولكن من غير الواضح ما إذا كانت المكملات يمكن أن تؤدي إلى هذه الفائدة. يبدو أن كل من الفائض والنقص في فيتامين (د) يسببان أداء غير طبيعي وشيخوخة مبكرة. العلاقة بين تركيزات كالسيفيديول المصل والوفيات الناجمة عن جميع الأسباب هي "على شكل حرف U": ترتفع الوفيات عند مستويات كالسيفيديول العالية والمنخفضة، بالنسبة إلى المستويات المعتدلة.

### صحة العظام
بشكل عام، لا يوجد دليل جيد يدعم الاعتقاد الشائع بأن مكملات فيتامين (د) يمكن أن تساعد في الوقاية من هشاشة العظام. وبالتالي من المرجح ألا تكون هناك حاجة إلى استخدامه العام للوقاية من هذا المرض لدى أولئك الذين لا يعانون من نقص فيتامين (د). بالنسبة لكبار السن الذين يعانون من هشاشة العظام، قد يساعد تناول فيتامين (د) مع الكالسيوم في منع كسور الورك، ولكنه يزيد قليلا من خطر الإصابة بمشاكل في المعدة والكلى. ارتبط انخفاض مستويات فيتامين (د) في الدم بالسقوط، وانخفاض كثافة المعادن في العظام. ومع ذلك، لا يبدو أن تناول فيتامين د الإضافي يغير المخاطر.

### أمراض القلب والأوعية الدموية
لا ترتبط مكملات فيتامين (د) بانخفاض خطر الإصابة بالسكتة الدماغية، الأمراض الدماغية الوعائية، احتشاء عضلة القلب، أو أمراض القلب الإقفارية. المكملات لا تخفض ضغط الدم لدى عامة السكان.

### السرطان
يرتبط نقص فيتامين (د) مع بعض أنواع السرطانات ومع النتائج السيئة في بعض السرطانات، ولكن يبدو أن تناول مكملات لا يساعد الذين يعانون من سرطان البروستاتا. حاليا تعتبر الأدلة غير كافية لتدعم المكملات في هذه الأنواع من السرطانات. ونتائج التأثير الوقائي أو الضارة لمكملات فيتامين (د) في الأنواع الأخرى من السرطان غير حاسمة.

### تأخير الشيخوخة
أجرت كلية كنج (لندن) البريطانية دراسة على أكثر من 2,000 امرأة، فظهرت النتيجة أن اللاتي لديهن مستويات أعلى من فيتامين (د) تأخرت لديهن الشيخوخة بسبب التغيرات في حمضهن النووي (DNA). إن المادة الوراثية داخل كل خلية لديها «ساعة» داخلية، يبدأ العد التنازلي فيها كلما استنسخت الخلية نفسها. الطريقة الوحيدة لدراسة تقدم الشيخوخة على المستوى الخلوي هي قصر التيلوميرات في الحمض النووي. وقد وجد فريق من كلية كنج أنه عندما تتأثر أنسجة الجسم من الالتهابات الكثيرة فإن خلايا الدم البيضاء تميل لمعدلات تقلب أسرع وبالتالي أسرع في تقصير التيلوميرات. جرى البحث في ما مجموعه 2160 امرأة تتراوح أعمارهن بين 18 و 79 وأخذ عينة من مستويات فيتامين (د) في دمائهم، وقارنوا أطوال التيلوميرات في خلايا الدم البيضاء. ووجد الباحثون بعد ضبط النتائج لعمر المتطوعين، أن النساء اللاتي لديهن مستويات فيتامين (د) أعلى كان لديهن تيلوميرات أطول في الخلايا، والعكس بالعكس.
قال البروفيسور برنت ريتشاردز، الذي قاد هذه الدراسة:
«أن هذه النتائج مثيرة لأنها تثبت للمرة الأولى أن الناس الذين لديهم مستويات أعلى من فيتامين (د) يكون التقدم بالعمر لديهم أكثر بطء من الناس الذين لديهم مستويات منخفضة من فيتامين (د)، وهذا يمكن أن يساعد على تفسير كيفية أن فيتامين (د) له تأثير وقائي على أمراض كثيرة متصلة بالشيخوخة، مثل أمراض القلب والسرطان.»

### المناعة
بشكل عام، يعمل فيتامين (د) على تنشيط المناعة الفطرية وتثبيط أجهزة المناعة التكيفية مع التأثيرات المضادة للبكتيريا والفيروسات والمضادة للالتهابات. يبدو أن تدني مستويات فيتامين (د) تعتبر أحد العوامل الخطرة لمرض السل، وقديما كانت تستخدم كعلاج، واعتبارا من عام 2011 جرت أبحاث في التجارب السريرية التي تسيطر عليها. بالرغم من وجود بيانات مبدئية تربط انخفاض مستويات فيتامين (D) بمرض الربو إلا أن هناك أدلة غير حاسمة تدعم التأثير المفيد للمكملات. وكذلك لا توضح البيانات الأولية دور المكملات في تعزيز نمو الشعر البشري.

#### الربو
لا تساعد مكملات فيتامين (د) في منع نوبات الربو أو تخفيف أعراضها.

#### داء الأمعاء الالتهابي
ترتبط المستويات المنخفضة من فيتامين (د) بشكلين رئيسيين من مرض التهاب الأمعاء البشري: مرض كرون والتهاب القولون التقرحي. تم ربط نقص فيتامين (د) بشدة حالة مرض التهاب الأمعاء، ومع ذلك، ما إذا كان نقص فيتامين (د) يسبب مرض التهاب الأمعاء أو أحد أعراض المرض غير واضح.

### الحالات الأخرى

#### الاكتئاب
كانت التجارب السريرية لمكملات فيتامين (د) لأعراض الاكتئاب ذات جودة منخفضة بشكل عام ولا تظهر أي تأثير عام، على الرغم من أن تحليل المجموعة الفرعية أظهر أن المكملات للمشاركين الذين يعانون من أعراض الاكتئاب الهامة سريريا أو اضطراب الاكتئاب كان لها تأثير معتدل.

### النقص
يسبب النظام الغذائي الذي يفتقر فيتامين (د) إلى تلين العظام (الكساح عند الأطفال). ويعتبران نادرين في العالم المتقدم. عدم التعرض للشمس قد يسبب نقص الكالسيديول (25 هيدروكسي فيتامين د) في الدم. وهذا النقص يسبب ضعف في تمعدن العظام ويؤدي إلى مرض تليين العظام  وهما بالتفصيل:
- الرخد (الكساح): هذا المرض نتيجة إعاقة وتشوه في نمو العظام الطويلة، وقد يكون بسبب نقص الكالسيوم أو الفسفور بالإضافة إلى نقص فيتامين (D)؛ يكثر هذا المرض حاليا في البلدان ذات الدخل المنخفض مثل أفريقيا، آسيا أو الشرق الأوسط،[65] وعند الذين لديهم اضطرابات وراثية مثل كساح نقص شبيه فيتامين (د).[66] تم وصف الكساح لأول مرة في عام 1640بواسطة فرانسيس جليسون الذي قال انه ظهر لأول مرة قبل حوالي 30 عاما في مقاطعات دورست وسومرست.[67] في عام 1857، استنتج جون سنو ان الكساح سينشر على نطاق واسع في بريطانيا بسبب غش الخبازين بخلط الخبز مع الشب.[68] خلال الفترة 1918-1920 بين إدوارد ميلانبي دور النظام الغذائي في تطور الكساح.[69][70][71] يوجد كساح سوء التغذية في البلدان ذات أشعة الشمس الكثيفة على مدار السنة مثل نيجيريا وبالإمكان حدوثه حتى بدون نقص فيتامين (د).[72][73] على الرغم من الكساح ولين العظام هي نادرة الآن في بريطانيا، إلا أن هناك تفشي في بعض المجتمعات المهاجرة الذين يعانون من لين العظام وشملت النساء اللاتي تعرضن لضوء النهار لكن بالملابس الغربية.[74] البشرة الداكنة وتقليل أوقات التعرض لأشعة الشمس لا ينتج عنه الكساح إذا كان النظام الغذائي يتميز بكميات عالية من اللحوم، والأسماك والبيض وكميات قليلة من الحبوب عالية الاستخراج. وتكمن عوامل الخطر الغذائية للكساح بالامتناع عن الأطعمة الحيوانية.[75][76][77] يبقى نقص فيتامين (D) هو السبب الرئيسي للكساح بين الأطفال في معظم البلدان، ويمكن السبب قلة فيتامين (D) في حليب الأم وكذلك العادات الاجتماعية والظروف المناخية التي تمنع التعرض الكافي للأشعة الفوق بنفسجية. في البلدان المشمسة مثل نيجيريا، جنوب أفريقيا، وبنغلاديش، يحدث هذا المرض بين كبار السن والأطفال، والسبب يعود إلى انخفاض كميات الكلسيوم في غذائهم الذي يتميز بالحبوب الأساسية فقط مع محدودية فرص الحصول على منتجات الألبان.[77] كان الكساح في السابق مشكلة صحية عامة رئيسية بين سكان الولايات المتحدة؛ في دنفر، كولورادو حيث الأشعة فوق البنفسجية فيها تقريبا 20% أقوى مما هي عليه عند مستوى سطح البحر على نفس خط العرض،[78] في أواخر العشرينات كان ما يقرب من ثلثين من أصل 500 طفل مصاب بكساح خفيف.[79][80] في القرن العشرين ساهمت الزيادة في نسبة البروتين الحيواني في الغذائي الأمريكي إلى جانب زيادة استهلاك الحليب [81][82] المدعم بكمية من فيتامين (D) مع الانخفاض الشديد في حالات الكساح.[83]
- تلين العظام: هو مرض ترقق في العظام يحدث للبالغين فقط، يتصف بضعف العضلات القريبة وهشاشة العظام. يساهم آثار هذا المرض في آلام مزمنة في العضلات والعظام،[84][85] ولا يوجد أي دليل مقنع بانخفاض مستوى فيتامين (D) في من يعانون من الألم المزمن.[86]

يقول المدير العام للبحوث والتنموية وكبير المستشارين العلميين
لوزارة الصحة في المملكة المتحدة وهيئة الخدمات الصحية الوطنية أنه خلال فصل الشتاء ينبغي إعطاء مكملات فيتامين (D) للأطفال الذين تتراوح أعمارهم ما بين ستة أشهر إلى خمس سنوات. ولا ينصح بأخذ هذه المكملات للناس الذين يحصلون على ما يكفي من فيتامين (D) من خلال وجباتهم الغذائية ومن أشعة الشمس.
تظهر بعض البحوث أن الناس ذوي البشرة الداكنة الذين يعيشون في المناخ المعتدل لديهم مستويات متدنية من فيتامين (د). والمستنتج من ذلك أن الناس ذوي البشرة الداكنة هم أقل كفاءة في تصنيع فيتامين (D) لأن الميلانين في الجلد يعوق توليف فيتامين (D)، ولكن دراسة حديثة تقول أن نقص فيتامين (D) في أوساط الأفارقة قد يكون راجعا إلى أسباب أخرى. الأدلة الحديثة تقول أن هرمون الغدة الدرقية هو السبب في النتائج السلبية للقلب والأوعية الدموية، وأن النساء السود لديهن زيادة في هرمون الغدة الدرقية عند أدنى مستوى للمركب 25(OH)D مقارنة بالنساء البيض. وجدت دراسة واسعة النطاق للمحددات الوراثية لقصور فيتامين (D) في القوقازيين ليس له علاقة بالتصبغ.
من ناحية أخرى، فإن حدوث انخفاض موحد للمركب 25(OH)D عند الهنود الذين يعيشون في الهند  والصينيين في الصين، لا تدعم الفرضية القائلة بأن انخفاض المستويات المشاهدة عند المصطبغ الأكثر بسبب عدم وجود توليف من الشمس عند خطوط العرض العليا؛ حث صاحب الدراسة المهاجرين ذوي البشرة الداكنة بأخذ مكملات فيتامين (D) مع ذلك، يقول: «لا أرى أي خطر، أو جانب سلبي، هناك فقط فائدة محتملة».

### الجرعة الزائدة (السمية)
التناول المستمر عند البالغين الأصحاء لأكثر من 1250 ميكروغرام في اليوم أي ما يعادل (50,000 وحدة دولية) يمكن أن ينتج عنه تسمم واضح بعد عدة شهور؛ أولئك الذين لديهم حالات طبية معينة مثل فرط الدريقات هم أكثر حساسية لفيتامين (D) وتطور فرط كالسيوم الدم استجابة لأية زيادة فيتامين (د) في الغذاء، في حين أن فرط كالسيوم الدم عند الأمهات خلال فترة الحمل قد يزيد حساسية الجنين بسبب تأثيرات فيتامين (D) ويؤدي إلى متلازمة التخلف العقلي وتشوهات الوجه. يجب على النساء الحوامل أو المرضعات استشارة الطبيب قبل تناول مكملات فيتامين (د). بالنسبة للرضع (حتى 12 شهرا) ضبط الحد الأعلى المسموح (الكمية القصوى التي يمكن تحملها دون ضرر) في 25 ميكروغرام/يوم (1000 وحدة دولية). تسبب ألف ميكروجرام (40,000 وحدة دولية) في اليوم الواحد عند الرضع سمية في غضون شهر واحد. في 30 نوفمبر 2010 زاد معهد الطب الحد الأعلى المسموح به بعد ما كلف من قبل الحكومتين الكندية والأمريكية وذلك كما يلي:
- 2500 وحدة دولية/يوم للأعمار ما بين سنة و 3 سنوات.
- 3000 وحدة دولية/يوم للأعمار ما بين 4 و 8 سنوات.
- 4000 وحدة دولية/يوم للأعمار ما بين 9 وأكبرمن 71 سنة (بما في ذلك النساء الحوامل أو المرضعات).[101]

تسبب الجرعة الزائدة من فيتامين (D) فرط كالسيوم الدم، وأهم أعراضها:
فقدان الشهية، غثيان، يمكن أن يحدث قيء كثيرا ما يعقبه بوال، عطاش، الضعف، الأرق، عصبية، حكة، وفي نهاية المطاف فشل كلوي. وقد يتطور إلى بيلة بروتينية، أسطوانة بولية، آزوتيمية، وتكلس نقيلي [الإنجليزية] (وخصوصا في الكلى).
يتم التعامل مع سمية فيتامين (D) بإيقاف مكملات الفيتامين وتقييد كمية الكالسيوم. عندها قد يكون الفشل الكلوي لا رجعة فيه. التعرض الطويل لأشعة الشمس لا يسبب عادة تسمم. التعرض للأشعة الفوق بنفسجية لذوي البشرة الفاتحة في غضون 20 دقيقة (3-6 مرات أطول للبشرة المصطبغة) تصل عندهم تركيزات فيتامين (D) للسلائف المنتجة في الجلد إلى التوازن، وأي زيادة من فيتامين (D) يتم إنتاجه يتحلل.
نشرت حالات تسمم تنطوي على فرط كالسيوم الدم التي كانت فيها جرعات فيتامين (د) و25-هيدروكسي فيتامين (د) في اليوم الواحد أعلى من 40,000 وحدة دولية (1000 ميكروغرام).

## أشكاله
| فيتامين د | التركيب الكيميائي                                              | الهيكل                           |
| --------- | -------------------------------------------------------------- | -------------------------------- |
| د1        | الجزيئية مركب من إركوكالسيفـرول مع لوميسترول [الإنجليزية]، 1:1 |                                  |
| د2        | إركوكالسيفـرول (مصنوعة من إرغوستيرول)                          | Note رابطة مضاعفة at top center. |
| د3        | كوليكالسيفيرول (مصنوعة من 7-ديهيدروكوليستيرول في الجلد).       |                                  |
| د4        | 22-ثنائي هيدروإرغوكالسيفيرول                                   |                                  |
| د5        | سيتوكالسيفرول (مصنوعة من 7-ديهيدروسيتوستيرول)                  |                                  |

توجد أشكال متعددة (فيتامير) من فيتامين (D) (انظر الجدول). أهم شكلين هما:
- فيتامين (D2) أو إركوكالسيفـرول
- فيتامين (D3) أو كوليكالسيفيرول

ويشير فيتامين (D) بدون لاحقة سفلية إلى إما (D2) أو (D3) أو إلى كليهما، وتعرف مجتمعة باسم كالسيفرول. وقد تم التعرف على فيتامين (D2) كيميائيا في عام 1932. في عام 1936 تم تأكيد البنية الكيميائية لفيتامين (D3) وثبت أنه ينتج من الإشعاع فوق البنفسجي للمركب (7-ديهيدروكوليستيرول).
الأشكال المختلفة كيميائيا من فيتامين (D) هي سيكوسترويد؛ مثل ستيرويدات أحد روابط الستيرويدات الحلقية المكسورة. الفرق بين التركيبة الهيكلية لفيتامين (D2) وفيتامين (D3) في السلسلة الجانبية لهما. تحتوي السلسلة الجانبية لفيتامين (D2) على رابطة ثنائية بين ذرتي الكربون 22 و 23، ومجموعة الميثيل على الكربون 24.
يتم إنتاج فيتامين (D3) (كوليكالسيفيرول) عن طريق الأشعة فوق البنفسجية من سلفه 7-ديهيدروكوليستيرول. يحدث هذا الجزيء بشكل طبيعي في جلد الحيوانات والحليب. ويمكن تكوين فيتامين (D3) عن طريق تعرض الجلد للأشعة الفوق البنفسجية، أو من خلال تعريض الحليب مباشرة للأشعة فوق البنفسجية (تعتبر إحدى الطرق التجارية).
فيتامين (D2) هو مشتق من إرغوستيرول، وهو غشاء الستيرول لفطر الإرغوت الذي تنتجه بعض الكائنات الحية مثل العوالق النباتية، واللافقاريات، والخمائر، والفطريات الراقية مثل المشروم. يتم إنتاج فيتامين (D2) إرغوكالسيفيرول في كل هذه الكائنات من الإرغوستيرول، وذلك استجابة للأشعة فوق البنفسجية. ومع ذلك، مثل جميع الأشكال لفيتامين (D) فإنه لا يمكن تصنيعها دون الأشعة الفوق البنفسجية. ولا يتم إنتاج فيتامين (D2) من النباتات البرية أو الفقاريات لأنها تفتقر إلى سلائف إرغوستيرول. ومن المتوقع أن يكون المصير البيولوجي لإنتاج 25(OH)D من فيتامين (D2) نفسه بالنسبة لـ25(OH)D3، ويمكن لفيتامين (D2) أن يكون بديلا عن فيتامين (D3) في النظام الغذائي للإنسان بالرغم من بعض الخلافات على صحة ذلك.

## الإنتاج في الجلد

يكون الإنتاج أكبر في الطبقة القاعدية (باللون الأحمر في الرسم) والطبقة الشائكة (اللون البني الفاتح).

يتكون فيتامين (D3) في الجلد عندما يتفاعل 7-ديهيدروكوليستيرول مع الأشعة فوق البنفسجية (نوع B) عند الأطوال الموجية ما بين 270 و 300 نانومتر، وتكون ذروة التكوين ما بين 295 و 297 نانومتر. وتكون هذه الأطوال الموجية في ضوء الشمس عندما يكون مؤشر الأشعة فوق البنفسجية أكبر من ثلاثة، وكذلك في الضوء المنبعث من المصابيح الفوق البنفسجية في سرير حمام الشمس (التي تنتج الأشعة الفوق بنفسجية الطويلة (نوع A)، ولكن عادة ما تنتج ما بين 4% إلى 10% من إجمالي انبعاثات الأشعة (نوع B)). يمكن تكوين فيتامين (D3) في الجلد عندما يكون مؤشر الأشعة فوق البنفسجية أكبر من ثلاثة، والذي يحدث في المناطق الاستوائية بشكل يومي، وبشكل يومي في المناطق المعتدلة فقط خلال مواسم الربيع والصيف، وشبه معدومة داخل دوائر القطبين.
يتكون الجلد من طبقتين رئيسيتين:
- الطبقة الداخلية تسمى الأدمة، تتألف إلى بشكل كبير من النسيج الضام.
- الطبقة الخارجية وهي البشرة الرقيقة.

البشرة السميكة في باطن القدم والراحتين تتكون من خمسة طبقات؛ وهي من الخارج إلى الداخل :
- الطبقة القرنية
- الطبقة الصافية
- الطبقة الحبيبية
- الطبقة الشائكة
- الطبقة القاعدية

ويتم إنتاج فيتامين (D) في الطبقتين الأعمق (القاعدية والشائكة).
يتم إنتاج الكوليكالسيفيرول (D3) بتفاعل كيميائي ضوئي للمركب (7-ديهيدروكوليستيرول) في الجلد؛ ويتم إنتاج -ديهيدروكوليستيرول بكميات كبيرة في الجلد لأغلب الحيوانات الفقارية[بحاجة لتوضيح]، تشمل الإنسان. ويتضح أن مركب الكوليكالسيفيرول ناقص بشكل طبيعي عند فئران الخلد العارية ومستويات المركب (25(OH)D) لا يمكن كشفها. إن وجود الفراء أو الريش في بعض الحيوانات يمنع الأشعة فوق البنفسجية من الوصول إلى الجلد ففي الطيور والثدييات ذات الفراء يتم تصنيع فيتامين (D) من الإفرازات الدهنية للجلد على الريش أو الفرو ويتم الحصول على الفيتامين عن طريق الاستمالة ولعق الفراء.

## الإنتاج الصناعي
يتم إنتاج فيتامين د3 (كوليكالسيفيرول) صناعيا من خلال تعريض 7-ديهيدروكوليستيرول لضوء الأشعة فوق البنفسجية، ويلي ذلك تعقيمه. إن المركب 7-ديهيدروكوليستيرول (7-dehydrocholesterol)هو عبارة عن مادة طبيعية موجودة في دهن الصوف (اللانولين) في الأغنام والحيوانات الأخرى ذات الصوف. ويتم إنتاج فيتامين د2 (إركوكالسيفـرول) بنفس الطريقة باستخدام إركوستيرول من الخميرة أو الفطر كمادة أولية.

### التركيب
| في الجلد، 7-ديهيدروكوليستيرول مشتق من الكولسترول، حيث أنه محلل ضوئيا بواسطة الأشعة فوق البنفسجية في دوران وتفاعل إلكتروحلقي لـ 6-الإلكترون. والنتيجة هي طليعة الفيتامين د3. |
| يتم مزامرة طليعة الفيتامين د3 تلقائيا إلى فيتامين د3 (كوليكالسيفيرول). يستغرق تحول طليعة الفيتامين د3 إلى فيتامين د3 حوالي 12 يوما كي يكتمل وفي درجة حرارة الغرفة. |
| يعالج كوليكالسيفيرول بالهيدروكسيل في الكبد في الموقع 25 (اليمنى العلوي للجزيء) لتشكيل 25-هيدروكسيكوليكالسيفيرول (كالسيديول أو 25(OH)D)، سواء في الجلد أو بأبتلاعها. يتم تحفيز هذا التفاعل من قبل الانزيم الميكروسومي فيتامين د 25-هيدروكسيلاز التي تنتجها خلايا الكبد، حينها يتم تحرير المنتج في البلازما، حيث تنضم إلى الغلوبيولين-الفا، البروتين الرابط لفيتامين د. |
| ينتقل الكالسيديول إلى الأنابيب القريبة للكلى، حيث أنه بعالج بالهيدروكسيل في الموقع 1-α (يمين اسفل الجزيء) لتشكيل الكالسيتريول (الملقب 1,25-ديهيدروكسيكوليكالسيفيرول ويختصر بـ1,25(OH)2D). هذا المنتج ربيطة قوية من مستقبلات فيتامين د تتوسط معظم الإجراءات الفسيولوجية للفيتامين. يتم تحويل كالسيديول إلى كالسيتريول بتحفيز من إنزيم 25-هيدروكسي فيتامين د3 1-ألفا-هيدروكسيلاز، المستوى الذي يزداد بواسطة هرمون الدريقات (وكذلك بواسطة كميات منخفضة من الكالسيوم أو الفوسفات). |

## آلية العمل

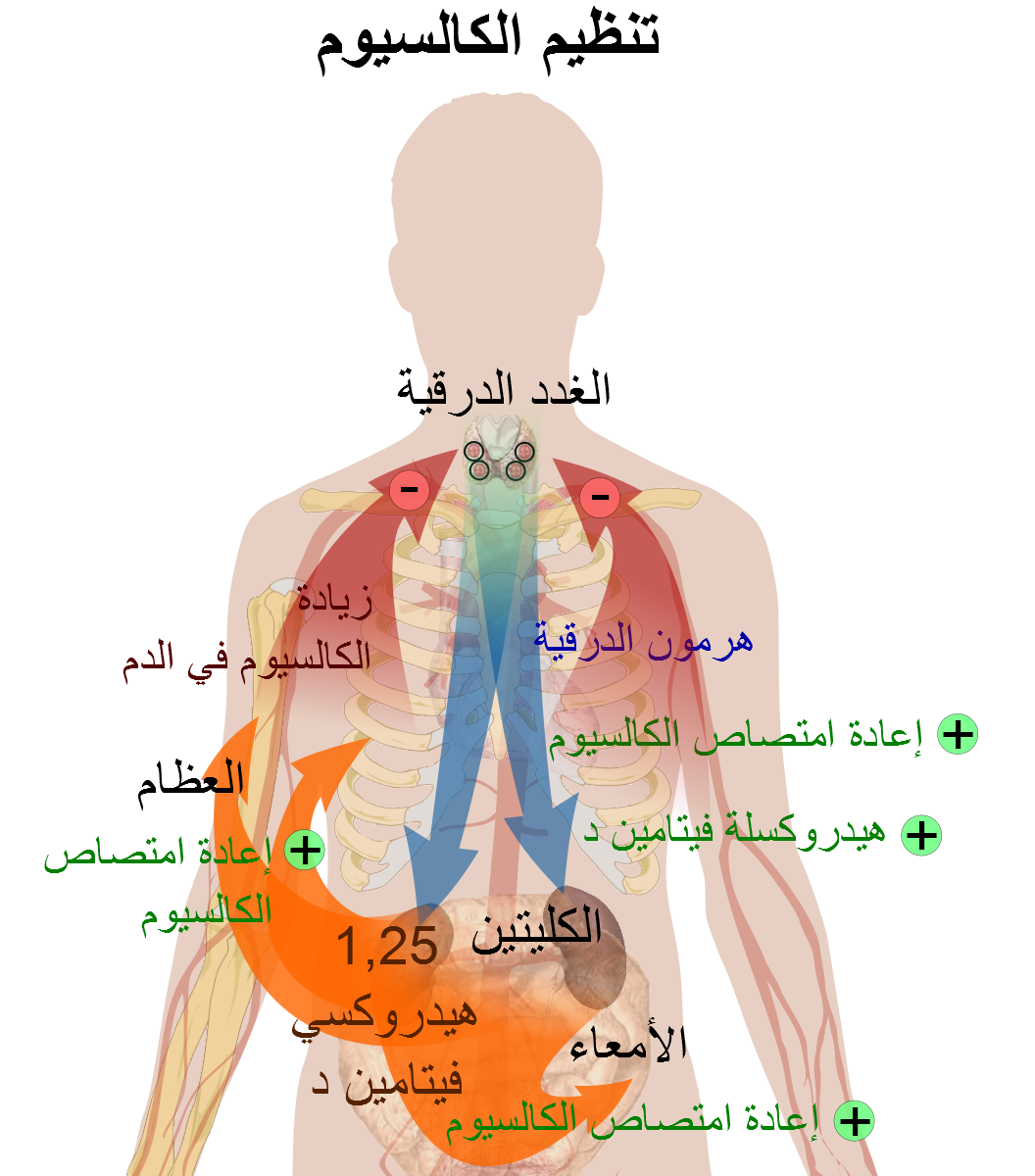
تنظيم الكالسيوم في جسم الإنسان. وتظهر دورة فيتامين (د) باللون البرتقال.

يتم تحويل فيتامين (د) في الكبد إلى كالسيديول والذي يعرف بالكالسيفيديول، أو 25-هيدروكسيكوليكالسيفيرول (25-hydroxycholecalciferol) أو 25-هيدروكسيفيتامين (د) (25-hydroxyvitamin D)؛ تختصر بـ 25(OH)D؛ وهي مستقلب فيتامين (د) محدد يتم قياسها في الدم لتحديد حالة فيتامين (د) في الشخص. يتم تحويل جزء من الكالسيديول عن طريق الكلى بواسطة وحيدات البلاعم في جهاز المناعة إلى كالسيتريول الشكل النشط بيولوجيا من فيتامين (د). يتوزع الكالسيتريول كهرمون في الدم، وتنظيم تركيز الكالسيوم والفوسفات في جريان الدم ويعزز النمو الصحي وإعادة تشكيل العظام. كما يتم تحويل الكالسيديول إلى الكالسيتريول خارج الكلى لأغراض أخرى مثل التكاثر، التمايز والموت المبرمج للخلايا؛ الكالسيتريول يؤثر أيضا على الوظائف العصبية العضلية والالتهابات.
تتوسط آثار الكالسيتريول البيولوجية عن طريق الربط بمستقبلات فيتامين د (VDR)، التي تقع أساسا في نوى الخلايا المستهدفة. يسمح الكالسيتريول لمستقبلات فيتامين د لتكون بمثابة عامل إنساخ ينظم التعبير الجيني للبروتينات الناقلة، التي تشارك في امتصاص الكالسيوم في الأمعاء.
تنتمي مستقبلات فيتامين (د) إلى طائفة المستقبلات النووية لمستقبلات هرمون ستيرويد/الدرقية، يتم إنتاج مستقبلات فيتامين (د) بواسطة الخلايا في معظم الأعضاء مثل الدماغ، القلب، الجلد، الغدد التناسلية، البروستاتا والثدي. يؤدي تنشيط مستقبلات فيتامين (د) في الأمعاء، العظام، الكلى، خلايا الغدة الدرقية إلى الحفاظ على مستويات الكالسيوم والفوسفور في الدم (بمساعدة هرمون الغدة الدرقية والكالسيتونين) وكذلك الحفاظ على مكونات العظام.
يزيد فيتامين د من الضغط على جين الهيدروكسيلاز التيروزين في الخلايا النخامية الكظرية. كما تشارك في التركيب الحيوي لعوامل التغذية العصبية وتجميع سينسيز اكسيد النيتريك، وزيادة مستويات الجلوتاثيون.